# Рафал Антонєвський
Рафал Антонєвський (пол. Rafał Antoniewski; нар. 3 грудня 1980, Бельсько-Бяла) — польський шахіст, гросмейстер від 2010 року.

## Шахова кар'єра
Належав до числа провідних польських юніорів, неодноразово взявши участь в фіналі чемпіонату Польщі у всіх вікових категоріях, а також у чемпіонатах світу та Європи. На своєму рахунку має 3 золоті (1995, 1996 — до 16 років і в 1997 — до 20 років) та 4 срібні медалі (1993, 1994 — до 14 років, 1996, 2000 — до 20 років). Двічі посів 4-те місце на чемпіонаті Європи серед юніорів (Беїле-Херкулане 1994 — до 14 років і Жагань 1995 — до 16 років). 1996 року на острові Менорка посів 12-те місце на чемпіонаті світу в категорії до 16 років. Того ж року переміг у Карвіні. 1997 року виграв турнір серед юніорів в Таллінні. 1999 року посів 6-те місце (найвище серед поляків) в одному з найсильніших, зіграних у Польщі, турнірів за швейцарською системою MK Cafe в Кошаліні, виконавши першу гросмейстерську норму. На наступних турнірах open у 2001 році поділив 3-тє місце в Татжаньських Зребах, а 2002 року поділив 1-ше місце в Ляйнфельдені (разом з Дмитром Бунцманом). 2003 року переміг в Давосі, а 2004-го — на міжнародному молодіжному чемпіонаті Німеччини в Дайцизау. Чергового успіху досягнув у 2005 році, посівши 1-ше місце на турнірі за круговою системою в Золінгені. 2009 року переміг (разом з Віктором Ердьошом) у Балатонлелле. 2009 року (під час екстраліги в Люблін) і на перетині 2009/10 років (під час словацької екстраліги) виконав другу і третю гросмейстерські норми.
Кілька разів брав участь у фіналі чемпіонату Польщі. Двічі (Любневіце 2002 — у складі клубу AZS UMCS (Люблін) і Катовиці 2010 — у складі клубу Pasjonat Dankowice) здобував срібні медалі командного чемпіонату Польщі. 2014 року здобув у Бидгощ срібну медаль чемпіонату Польщі з бліцу.
Найвищий рейтинг Ело в кар'єрі мав станом на 1 липня 2010 року, досягнувши 2614 очок займав тоді 9-те місце серед польський шахістів.

## Зміни рейтингу
| На цьому місці має відображатися графік чи діаграма, однак з технічних причин його відображення наразі вимкнено. Будь ласка, не видаляйте код, який викликає це повідомлення. Розробники вже працюють для того, щоби відновити штатне функціонування цього графіка або діаграми. | |
| | На цьому місці має відображатися графік чи діаграма, однак з технічних причин його відображення наразі вимкнено. Будь ласка, не видаляйте код, який викликає це повідомлення. Розробники вже працюють для того, щоби відновити штатне функціонування цього графіка або діаграми. |